# Di-ethyltrisulfide
Di-ethyltrisulfide is een zwavelhoudende organische verbinding. Ze heeft een sterke zwavelgeur, verwant aan knoflook of ui. Di-ethyltrisulfide en di-ethyldisulfide zijn de voornaamste vluchtige organische zwavelverbindingen die voorkomen in de sterk geurende doerian.
Di-ethyltrisulfide wordt gebruikt als voedingsaroma.